# قائمة سفراء دولة فلسطين لدى رومانيا
سفير دولة فلسطين لدى رومانيا هو الممثل الرسمي لدولة فلسطين لدى رومانيا، حيث يقع مقر السفارة الفلسطينية في بوخارست.

## قائمة السفراء
| رئيس البعثة الدبلوماسية | تاريخ الاعتماد الدبلوماسي | تاريخ الانتهاء | رئيس دولة فلسطين      | رئيس رومانيا       | ملاحظات                                                                            |
| --- | ------------------------- | -------------- | --------------------- | ------------------ | ---------------------------------------------------------------------------------- |
| افتتح مكتب ممثلية منظمة التحرير الفلسطينية في رومانيا في مارس 1974، وفي 16 نوفمبر 1988 افتتحت سفارة دولة فلسطين بعد اعتراف رومانيا بإعلان الاستقلال الفلسطيني. |                           |                |                       |                    |                                                                                    |
| علي الكردي (Q122310362) | 1974                      | 1980           | ياسر عرفات            |                    | أول ممثل لمنظمة التحرير الفلسطينية لدى رومانيا                                     |
| خالد حسن محمد الشيخ حسن | 1980                      | 1983           | ياسر عرفات            | نيكولاي تشاوتشيسكو |                                                                                    |
| عزت فريد أسعد أبو الرب |                           |                | ياسر عرفات            |                    |                                                                                    |
| غ/م |                           |                |                       |                    |                                                                                    |
| فؤاد محمود عرفه البيطار |                           | 2005           | ياسر عرفات محمود عباس |                    |                                                                                    |
| عدلي شعبان حسن صادق | 18 يناير 2006             | 2008           | محمود عباس            | ترايان باسيسكو     | أُقيل من منصبه. ولاحقًا في عام 2009، عُين سفيرًا لدى الهند.                            |
| أحمد عبد السلام حسن مجدلاني | 21 مارس 2008              | مايو 2009      | محمود عباس            | ترايان باسيسكو     | انتقل إلى حكومة سلام فياض الثانية وزيرًا للعمل، ولاحقًا تولى وزارة الزراعة أيضًا.     |
| أحمد بدر إبراهيم عقل | 16 سبتمبر 2009            | 2014           | محمود عباس            | ترايان باسيسكو     | نُقل سفيرًا لدى العراق.                                                              |
| فؤاد كريم صليبا كوكالي | 2014                      | 2021           | محمود عباس            | ترايان باسيسكو     | اُنتخب عضوًا في المجلس التشريعي الفلسطيني 2006 عن دائرة محافظة بيت لحم.              |
| عصام توفيق محمد مصالحة | 20 أغسطس 2021             | لا يزال        | محمود عباس            | ترايان باسيسكو     | كان سفيرًا لدى ألبانيا بين عامي 2010 و2013 وسفيرًا لدى الإمارات بين عامي 2015 و2020. |